# Баслер Лекерлі
Баслер Лекерлі (нім. Basler Läckerli; також нім. Leckerli або нім. Läggerli; lecker означає «смачний» німецькою мовою, а -li — зменшувальний суфікс) — це традиційне тверде печиво зі спеціями, яке походить із Базеля, Швейцарія. Виготовляється з меду, лісових горіхів, мигдалю, цукатів і кіршвасер. Після випікання тонким шаром ще гаряче тісто поливають цукровою глазур'ю і нарізають прямокутними шматками.
Баслер Лекерлі були спочатку створені місцевими торговцями спеціями більше 700 років тому і були доступні цілий рік.

## Рецепт
Basler Läckerli виготовляється в основному з пшеничного борошна, меду, цукатів (цедра апельсина, цедра лимона) і горіхів (лісовий горіх, мигдаль). Тісто розкочують, випікають, потім змащують цукровою глазур'ю та нарізають на прямокутні шматочки (Läckerli), поки воно ще тепле.

## Історія
Коли торгівля східними прянощами досягла Європи в XI столітті, багаті монастирі першими почали використовувати їх для ароматизації медових тортів. Цей звичай поступово поширився на міста, поклавши початок ремеслу пряників у Швейцарії в XV столітті. З XVII століття в кулінарних книгах з'явилися перші різні рецепти пряників і частувань. «Läckerli» або «Läckerle» були широко поширені в південній Німеччині та німецькомовній Швейцарії. Слово вперше засвідчено в Аугсбурзі в 1591 році («111 Leckherle at 4 Kreuzer and 324 other Leckherle at 3 Kreuzer»); перший швейцарський рецепт Läckerli можна знайти в довіднику 1621 року Авраама Шнойвлі, лікаря з Берна («Frauw Anna Von Hallweil to make little lasses»). Інші ранні рецепти Läckerli засвідчені в Санкт-Галлені (1640), Цофінгені (1677), Шаффхаузені (1684), Граубюндені (1689) і Цюріху (кінець XVII століття). У Базелі Лекерлі вперше з'являється в заяві гільдії садівників від 10 жовтня 1711 року, де згадуються «3 листи Läckerli»; у попередніх книгах рецептів використовувався термін імбирний пряник.
Широко поширена легенда про те, що Basler Läckerli були створені для членів Ради Базеля в 1431 році, навряд чи є правильною, оскільки записи митниць і магазинів з Державного архіву Базель-Штадта не вказують на те, що основні інгредієнти для Basler Läckerli були доступні на ринку в Базелі в XV столітті.

## Походження слова
Іменник Läggerli ймовірно, походить від дієслова lägge («лизати») і спочатку означало «солодощі» або «кондитерські вироби»; порівняйте слова Schläckwaar («лизати посуд») і Schläckzüüg («лизати речі») для солодощів загалом.

## Дивись також
- Дувшаніот
- Лебкухен